# Ácora
Ácora ist Verwaltungssitz des Distrikts Ácora  in der Region Puno in Süd-Peru. Die Kleinstadt hatte 3310 Einwohner beim Zensus 2017, zehn Jahre zuvor lag die Einwohnerzahl bei 2725.

## Lage
Ácora befindet sich auf dem Altiplano Perus, sechs Kilometer südwestlich des Titicacasees auf einer Höhe von 3834 m. Die Regionshauptstadt Puno liegt knapp dreißig Kilometer nordwestlich von Ácora. Die Ortschaft setzt sich zusammen aus den Ortsteilen Barrio San Juan, Barrio 23 de Septiembre, Barrio Sangre Aymara, Barrio 2 de Mayo und Barrio Victoria.

## Geographie und Klima
Das kalte, wintertrockene Klima der Region wird maßgeblich durch die Lage am Titicacasee beeinflusst. Der Jahresniederschlag liegt bei 1190 mm, die Regenzeit mit Monatsniederschlägen zwischen 90 und über 200 mm beginnt im Oktober und endet Ende April. Die jährlichen Durchschnittstemperaturen der Region liegen zwischen 6 °C im Juli und 10 °C im November.

## Verkehrsnetz
Ácora liegt im südlichen Abschnitt der Ruta Nacional 3S, die mit einer Länge von 1.516 Kilometern von Junín nach Puno führt, von dort auf knapp dreißig Kilometern in südöstlicher Richtung nach Ácora und weiter in das zwanzig Kilometer südöstlich gelegene Ilave. Die Straße endet nach weiteren 92 Kilometern über Juli, Zepita und Pomata in Desaguadero an der Grenze zu Bolivien.